# 棒道

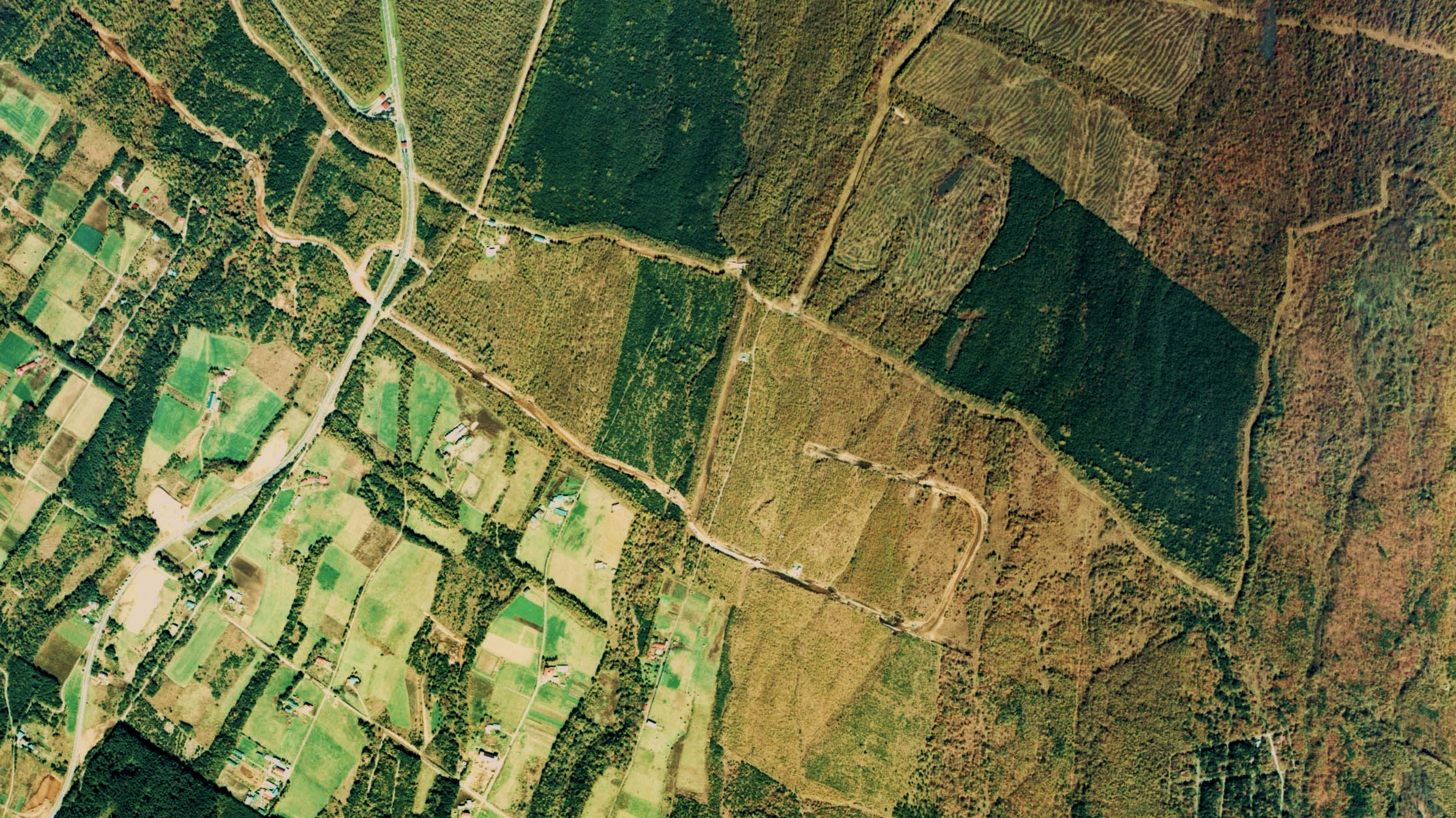
山梨県北杜市小淵沢町付近の棒道の空中写真。画像左上から右下へかけ斜めに線状に見えるのが、上の棒道である。画像の左側を南北に走る道路は、八ヶ岳横断有料道路（現在は無料開放）である。
（1976年撮影）

棒道（ぼうみち）は、武田晴信（信玄）が開発したとされている軍用道路。八ヶ岳南麓から西麓にかけての甲信国境（甲斐国（山梨県）と信濃国（長野県）の境）を通る。甲斐国北西部の逸見筋（現在の北杜市域）にあたる山梨県北杜市（旧北巨摩郡小淵沢町、長坂町）や長野県富士見町には現在でも上の棒道、中の棒道、下の棒道の三筋が残されており、それぞれ市・町指定の史跡となっている。地元では信玄棒道と呼ばれており、「棒道」の由来は、荒野にまっすぐ一本の棒のように存在していたので棒道と呼ばれるようになったとされる。別名は大門嶺口（だいもんどうげぐち）。

## 中世における甲斐・信濃間の道
古代の律令国家は甲斐・信濃間における駅路を設定していないが、中世前期には甲斐・信濃間における交通を記した文献史料が見られる。
『吾妻鏡』治承4年（1180年）9月15日・24日条によれば、治承・寿永の乱において以仁王の令旨に応じて挙兵した甲斐源氏の一族が、信濃国の平家方を討伐すると9月14日には甲斐へ帰国し、同日夜には「逸見山」において伊豆国の源頼朝の使者・北条時政に対面したという。甲斐源氏の一行は9月24日に時政とともに石和御厨（笛吹市石和町）へ移動している。
「逸見山」の所在地は不明であるが、八ヶ岳南麓の逸見牧・逸見荘の存在した谷戸城（北杜市大泉町）・若神子城（北杜市須玉町）に比定する説がある。「逸見山」の所在を八ヶ岳南麓とした場合、後代には甲斐から信濃へ向かう棒道が通過していることから、平安後期においても棒道の前身となる道が存在していた可能性が考えられている。

## 「高見沢文書」における甲斐・諏訪間の道
棒道は戦国時代の古文書や『高白斎記』、『勝山記』など武田氏側の記録、「守矢家文書」など信濃の記録史料にも一切みられず、長野県南佐久郡佐久穂町高野町の「高見沢文書」に含まれる天文21年（1552年）10月6日付武田晴信印判状を初見とする説がある。
高見沢氏は佐久郡高野・海ノ口の土豪で、戦国期には高見沢庄左衛門尉・高見沢美濃守の存在が知られる。高見沢庄左衛門尉は天正10年（1582年）3月の武田氏滅亡後に所見が見られ、高野町衆の中心的な人物であったと考えられている。なお、両者の「高見沢」名字は高野・海ノ口の有力者が名乗った家名であることが指摘され、同族であるかは不明とされる。
高見沢文書に含まれる武田晴信印判状は、甲府から信濃諏訪郡へ至る道の建設を「勧進」により行わせ木々の伐採を命じている内容で、武田氏龍朱印があるが宛名部分はすり消されている。高見沢文書には甲斐・諏訪間の道が「棒道」であるとは記されておらず、評価を巡っては論争がある（後述の棒道論争）。
甲斐国守護の武田氏は信虎後期から佐久郡など信濃への出兵を行っているが、武田晴信は家督継承後に信濃侵攻を本格化させ、高見沢文書の天文21年段階では中南信地域まで確保し信濃旧族の村上氏や小笠原氏を駆逐し、川中島の戦いに至る越後上杉氏の対決が本格化している時期にあたり、長野県茅野市の方面へ最短で至るように作られている。天文17年（1548年）の塩尻峠の戦いにおいて重要な役割を果たしたとされる。

## 「棒道」の初見文書
「棒道」に関する確実な初見資料は江戸時代初期の慶安4年（1651年）「逸見筋小淵沢村四ヶ村山論裁許絵図」（北杜市教育委員会所蔵）である。
これは、小淵沢村（北杜市小淵沢町）と周辺諸村の間で発生した山論に際して作成された裁許図で、小荒間村（北杜市長坂町）から西へ延びる「ぼう道、中道」の二筋が朱筆で記されている。
江戸後期に編纂された甲斐国地誌である『甲斐国志』には棒道は三筋あると記されている。

## 研究史
江戸時代の文化11年（1814年）に編纂された甲斐国地誌『甲斐国志』においては棒道に関して三筋の道筋の存在を記しているが、信玄開削説には言及していない。近代には1879年（明治12年）の『長野県町村誌』諏訪郡境村の項目において棒道は川中島の戦いに際する出兵の道として武田氏が開削したとする説を記している。
戦後には渡辺世祐が1954年（昭和29年）刊行『諏訪史』第三巻において天文21年武田晴信龍朱印状（「高見沢文書」）を棒道建設に関わる一次資料として注目している。また、奥野高廣は1959年（昭和34年）刊の『武田信玄』において、戦国大名は道や橋の修築に際して物資や労力を供出させるため勧進を行っていたことを指摘し、棒道は武田信玄が軍道整備を目的として勧進により建設されたものであるとした。以来、この説が井上鋭夫、なかざわ・しんきち、柴辻俊六らに支持されている。
上記の説を踏まえ山本実も、合戦記録から見ると中・下の棒道は諏訪への道筋として武田信虎時代には利用されており、上の棒道は諏訪が目的地ではなく、天文21年10月6日付で武田晴信が勧進により道路建設を命じており、農民を動員して諏訪郡内を経由し、大内峠へ達する道筋として新設されたとしている。
1989年（昭和64年）に笹本正治は高見沢文書の評価について、経験則から武田氏の普請役において類例のない「勧進」の語句が使われていることをはじめいくつかの点でこれを偽文書、または真文書であっても棒道関係文書とするには疑文書であると判断し、さらに木々の伐採など天文21年段階の武田氏の大名権力で新道建設が可能であったかの点でも疑義を提示し、棒道は地元民による自然道であるとしている。
これに対して柴辻俊六は信玄期に三筋の棒道が整備されたかは疑問視し、天文21年段階では三筋のうちいずれかの道の特定区間にあたると推定し自然道の改修であるとする笹本説の見解は承認するものの、高見沢文書の評価に関しては印判状の文書形式として問題はなく、内容通りに解釈するのが妥当であると反論した。柴辻によれば、高見沢文書の年紀表記には年月日に干支がなく、同時期には同様の「付年号＋月日」の形式が多いことを指定。また、竜朱印に関しては自身で変遷を検討した同時期の第2種（天文12年（1543年）5月段階から弘治元年（1555年）12月18日付け文書までの66例）に相当すると指摘、天文21年段階には佐久郡では安定的な在地掌握がされており、新道建設も十分に可能であったとし、「勧進」については武田氏領においては中世以来の習俗が残り、普請役に際して勧進による方法を選択したとしている。

## 三本の棒道
棒道には「上・中・下」の三本の棒道が通っていたとされているが、現在においても正確な経路は未だはっきりしていない点が多い。人によっては、三本存在してはいなかったという説もある。1991年には『長野富士見町史』において林増巳は近世の文献史料や現地調査により、真の棒道は「上の棒道」小荒間から湯川までの直線区間であると推定している。
棒道の起点は説が多々存在するが、穴山村（現韮崎市の穴山町）か若神子村（現北杜市の須玉町）とする説が根強い。その後、道中に棒道が三本に分かれるとする。
上ノ棒道
- 起点から渋沢村へ至り、大八田村に到着する。その後、白井沢村から小荒間村（以上全て現在の長坂町）を経て、小淵沢村（現小淵沢町）の山間部を通って信州立沢村（現富士見町）に至るのが上ノ棒道である。
- 「信玄の棒道」として現存しているのは、この上ノ棒道である。

中ノ棒道
- 大八田村から大井ヶ森村（現長坂町）、小淵沢村を経て、信州立沢に至る道であるとされる。小淵沢町誌（1983年）によると、揉合神社（小淵沢町）の前を通り、富士見町境葛窪地区に抜ける町道（現在は八ヶ岳リゾートアウトレットが沿道に立地している）がかつての中の棒道であるとされる。この町道は山道としてかすかに痕跡のみが残っていた中の棒道を、戦後開拓の際に入植した者がそれに沿う形で、大井ヶ森から篠原（小淵沢町）を経て葛窪へと至る道を開拓道路として切り開いたのが起源だといわれる。

下ノ棒道
- 渋沢村より小淵沢村を経て、信州田端（現富士見町）に至る道であるとされる。小淵沢町誌（1983年）によると、小淵沢町松向〜上笹尾において一部区間が消滅しているものの、上笹尾以西では「原路」とのちに名を変えたとして、信州往還とも呼ばれた甲州街道の原路に比定している。ただし現在の県道17号線の路線ではなく、バイパスの開通によって町道へと降格した、小淵沢町高野地区を経由する旧道の方である。

立沢村は経由地ではなかったという説や、そもそも中の棒道と下の棒道は存在しなかったという説、逸見路だとする説などもあり、棒道については未だ謎に包まれている点が多い。

## ハイキングコース
現在、上ノ棒道の一部が甲斐小泉駅と小淵沢駅の間でハイキングコースとなっている。